# Spaghetti
Gli spaghetti (AFI: /spaˈɡetti/) sono un particolare formato di pasta prodotta esclusivamente con semole di grano duro e acqua, dalla forma lunga e sottile e di sezione tonda.
Li si distingue da altri formati analoghi, quali i vermicelli, poiché, rispetto a questi ultimi, vengono trafilati con una sezione (calibro) minore. Allo stesso modo vanno distinti da altri tipi simili di paste lunghe come gli spaghetti alla chitarra, essendo questi a sezione quadrata e non processati tramite trafilatura, i bucatini, i quali risultano cavi, quindi forati al centro e lungo tutta la loro estensione, e le linguine, di forma appiattita.
Per quanto ogni pastificio adoperi il suo calibro, generalmente, lo spaghetto è il metro di misura di riferimento per pasta lunga a sezione tonda di calibro inferiore o superiore ad esso. Pur con le ovvie varianti a seconda del produttore, il calibro cresce generalmente in quest'ordine: fili d'angelo o capellini (detti anche capelli d'angelo), spaghettini, spaghetti, spaghettoni, vermicelli e vermicelloni.

## Storia

### Origini

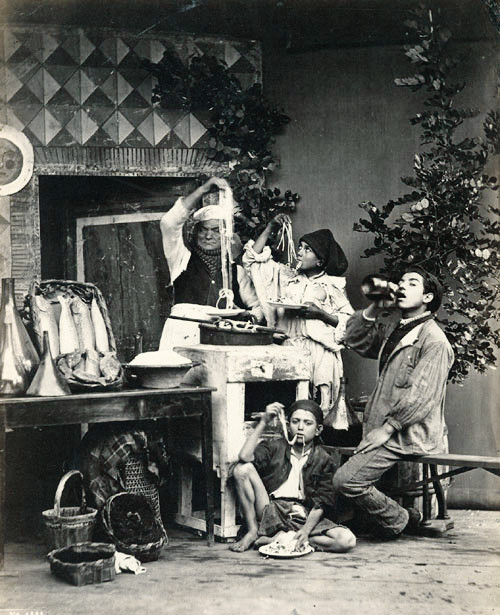
Foto di Giorgio Sommer (XIX sec.). Esistono testimonianze antichissime dell'esistenza di impasti filiformi di acqua e varie farine. Le civiltà mediterranee e quelle estremo-orientali svilupparono in modo parallelo e indipendente questo tipo di produzione.

La prima attestazione della pasta essiccata in Italia e dell'esistenza stessa dell'industria della pasta si rintraccia nella descrizione della Sicilia tramandataci dal geografo arabo Muhammad al-Idrisi al tempo di Ruggero II, nel XII secolo.
Nel Libro di Ruggero (Kitāb Rujārī o Tabula Rogeriana) pubblicato nel 1154, al-Idrisi, geografo di Ruggero II di Sicilia, descrive Trabia, un paese a 30 km da Palermo, come una zona con molti mulini dove si fabbricava una pasta a forma di fili modellata manualmente ed evolutasi dal lagănum di epoca romana, che successivamente prenderà il nome di vermicelli e in seguito di spaghetti, ma che al tempo al-Idrisi apostrofava, nella sua lingua, con il termine più generico di itriyya (dall'arabo itriyya e a sua volta dal greco itrion, che significava appunto "pasta secca stirata e filiforme", nome, quest'ultimo, tuttora in uso anche per alcuni altri tipi di paste lunghe meridionali, prodotte dalle massaie di Puglia e di Sicilia e chiamate con il vocabolo dialettale trija o tria), e che, una volta essiccata, veniva spedita con navi in abbondanti quantità per tutta l'area del Mediterraneo sia musulmano che cristiano, dando origine a un commercio molto attivo, che dalla Sicilia si diffondeva soprattutto verso nord lungo la penisola italica e verso sud fino all'entroterra sahariano, dove era molto richiesta dai mercanti berberi.
(Silvano Serventi con Françoise Sabban: " La pasta. Storia e cultura di un cibo universale" , p. 43. Lo storico dell'alimentazione Silvano Serventi e l'antropologa, sinologa e storica alimentare Françoise Sabban, in riferimento al tipo di pasta secca sviluppatosi localmente nella Sicilia islamica in seguito al contatto tra i metodi di lavorazione del lagănum di epoca romana, ancora molto radicati nel Sud Italia, e le tecniche di essiccazione del mondo arabo-giudaico, ci illustrano il tipo di itriyya del genere fidaws -consistente in piccoli filamenti lunghi solo pochi centimetri- la quale ebbe modo di evolversi sull'isola in filamenti assai più lunghi, spessi e adatti ad essere esportati; essendo essa il genere di itriyya esportabile descrittaci nella Trabia normanna del XII secolo da al-Idrisi e conosciuta, anche nell'Italia peninsulare, col nome di vermiculi, i nostri primi vermicelli.)
(Silvano Serventi con Françoise Sabban: " La pasta. Storia e cultura di un cibo universale" , p. 37.)
Verso la fine del XII secolo, i primordiali vermicelli siciliani, grazie agli intensi commerci che l'isola intratteneva con la parte peninsulare del regno, iniziarono a diffondersi sempre di più ad Amalfi e a Napoli e poi, tra il XIII e il XIV secolo, a Salerno; luoghi in cui, nel corso del tempo, acquisiranno definitivamente il loro aspetto odierno e le tecniche di lavorazione ed essiccazione attuali, nonché il loro contemporaneo nome spaghetti, così come molte delle preparazioni culinarie nelle quali sono tuttora in uso, come i classici spaghetti al pomodoro, diffusisi a partire dalla tradizione gastronomica partenopea.
Durante l'epoca medievale anche le Repubbliche Marinare di Pisa, Venezia e Genova (in quest'ultima tale formato di pasta secca era conosciuto con il termine fideli o fidelini) ebbero un ruolo non secondario nella commercializzazione e diffusione dei vermicelli lungo la penisola e soprattutto nella parte centro-settentrionale di questa, dove le popolazioni locali ebbero modo di conoscere questo prodotto proprio tramite i commerci che i mercanti pisani, veneziani e genovesi intessevano con la Sicilia e il Sud Italia. Da un documento pisano del 13 febbraio 1284 risulta che il fornaio Pèciolo assunse un tale Salvius come pastaio "in faciendis et vendendis vermicellis"; per giungere fino a Maestro Martino da Como che, nel suo Libro de Arte Coquinaria, descrive abbastanza dettagliatamente la realizzazione manuale dei vermicelli.
Nello stesso periodo, a Gragnano, comparirono i primi grandi pastifici artigianali, i quali ebbero più fortuna rispetto a quelli di Amalfi e Salerno. Gragnano fortificò la sua produzione con l'assorbimento di quasi l'intera fabbricazione amalfitana, che si trasferì in terra gragnanese. Durante quegli anni le classi povere necessitavano delle scorte alimentari per l'intero anno, così, per soddisfare tale bisogno, in quel di Gragnano si ampliò e si perfezionò l'industria della pasta secca su grande scala, realizzata con semole di grano duro macinate in zona e favorita anche, a partire dal XVI secolo, dall'invenzione del torchio a vite per la trafilatura della pasta (chiamato in napoletano 'ngegno) e di suoi ulteriori derivati sempre più adeguati a tale scopo, nonché alla prima trafilatura dei vermicelli. I terreni gragnanesi erano ideali per la produzione di tale alimento grazie al loro microclima composto da vento, sole e giusta umidità. Nel XVII secolo Napoli fu colpita da carestia e questo favorì ancor più il consumo della pasta secca, e in particolar modo degli spaghetti, in tale città.
Agli inizi del XIX secolo, a Napoli, così come in altre zone della Campania, prese avvio una prima meccanizzazione nella produzione delle paste alimentari, tra le quali gli spaghetti.
Nell'opera del poeta e commediografo napoletano Antonio Viviani, Li maccheroni di Napoli, pubblicata nel 1824, compare invece per la prima volta il termine spaghetti (inteso come diminutivo-vezzeggiativo della parola ''spago'') in riferimento a questo tipo di pasta; nome che perdurerà nel tempo, fino all'attualità, e che andrà a sostituire il più generico maccheroni (o maccaroni), così come il termine vermicelli (che rimarrà in uso quale sinonimo di spaghetti di maggior spessore), nomi con i quali, lo stesso alimento, era apostrofato in fonti letterarie anteriori. In questa stessa opera vengono anche illustrate le diverse fasi della lavorazione di questo formato di pasta.

### Evoluzione

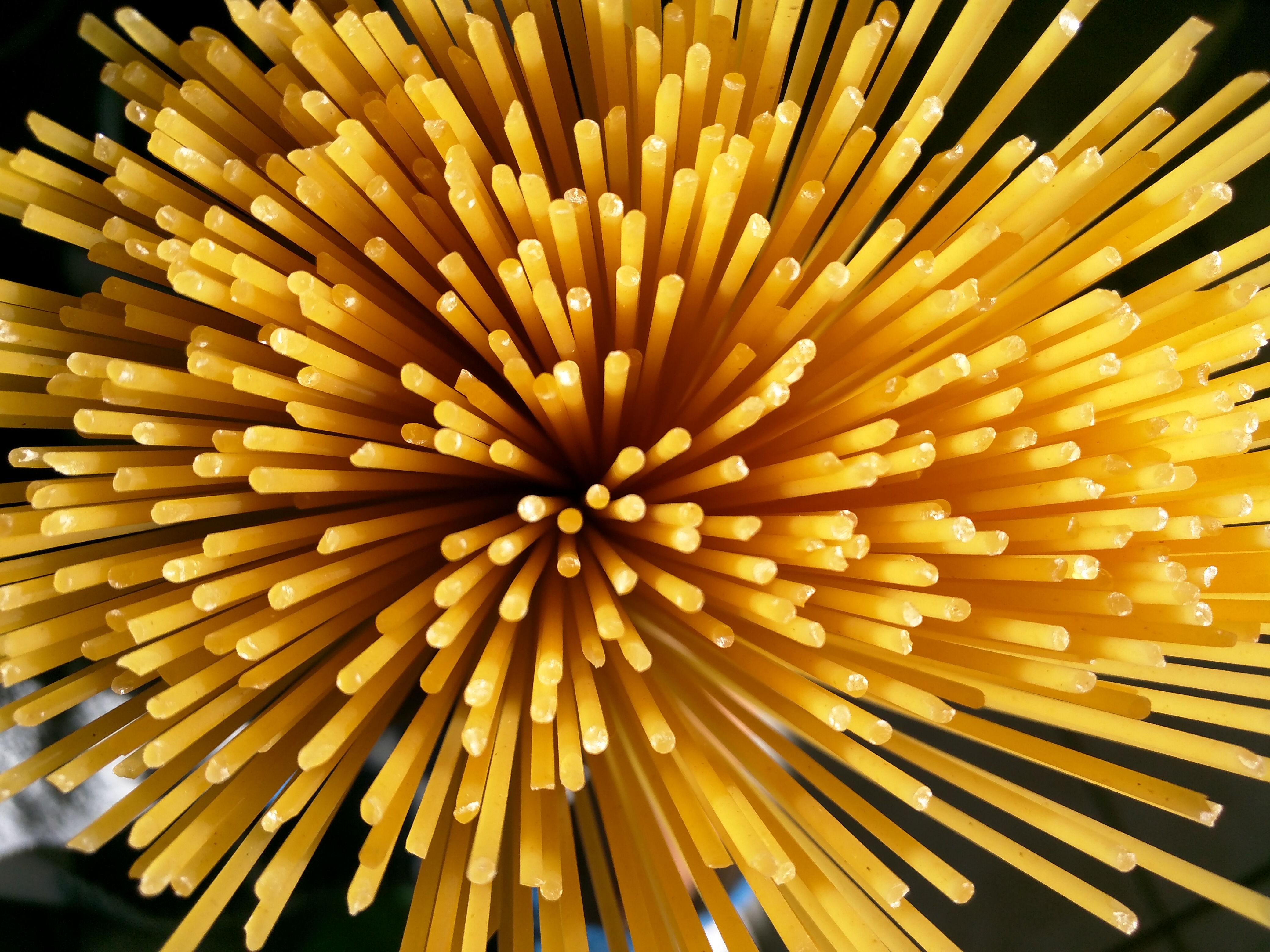
Spaghetti (sezione)

Per quanto riguarda il tipo di consumo, in origine, gli spaghetti, come tutte le paste asciutte, erano perlopiù conditi di solo olio d'oliva, formaggio e pepe. Sarà invece tra la fine del XVII e gli inizi del XVIII secolo che si affermerà l'uso di condire la pasta con il sugo di pomodoro. La prima testimonianza in tal senso è iconografica, e si ritrova in un presepe napoletano databile agli inizi del Settecento, conservato nella Reggia di Caserta, nel quale due contadini arrotolano attorno alla forchetta i primi spaghetti colorati di rosso. Bisognerà però attendere la metà del XVIII secolo per vedere pubblicata la prima ricetta in cui la pasta sia abbinata al pomodoro. Mentre nel 1839 Ippolito Cavalcanti pubblica la seconda edizione del suo celebre trattato "Cucina teorico-pratica" che, riprendendo quella che doveva essere una abitudine diffusa tra il popolo, ci riporta due distinte ricette in tal senso: "i vermicelli con lo pommodoro" e il ragù napoletano.
Esiste una vasta documentazione fotografica e letteraria che illustra come nei vicoli di Napoli e di altre città dell'Italia meridionale, ancora sino alla fine del XIX secolo, gli spaghetti venissero mangiati con le mani, nonostante la forchetta si fosse già ampiamente diffusa da secoli, ma ciò era in parte dovuto all'abitudine perpetratasi fin dal basso Medioevo di consumare le paste, e soprattutto gli spaghetti, senza posate, costume acquisito nei tempi in cui queste ultime non esistevano. C'è da dire anche che le comuni forchette allora in uso avevano solo tre rebbi e inoltre erano piuttosto appuntite, il che le rendeva poco pratiche all'uso.
Tutto ciò aveva anche un risvolto politico, rendendo di fatto improponibile la presentazione nei pranzi ufficiali di quella che già all'epoca era considerata una specialità che, nell'ex Regno delle Due Sicilie, era più adatta al popolo che all'aristocrazia, ovvero la pasta.
Fu quindi per volontà di Ferdinando II di Borbone e grazie all'ingegno del ciambellano di corte, Gennaro Spadaccini, che si risolse il problema. Lo Spadaccini introdusse un quarto rebbio e ridusse le dimensioni dei forchettoni allora in uso, risolvendo in tal modo il problema dei maccheroni a corte, che si diffusero anche sulle tavole della nobiltà. Ciononostante l'abitudine di mangiare la pasta con le mani perdurò ancora per parecchi decenni.
Il sostantivo "spaghetto" viene talvolta usato nei confronti di una persona, in funzione di aggettivo, con significato di magro, esile, scheletrico.

## Caratteristiche
Lo spessore indicato dal numero può variare leggermente da un produttore a un altro; può variare anche l'aspetto a seconda del tipo di trafilatura usato, cioè la superficie può presentarsi liscia o rugosa, quest'ultima è ottenuta con trafile in bronzo.
La scelta di una trafilatura rispetto a un'altra dipende dal tipo di condimento da abbinare.

## Ricette

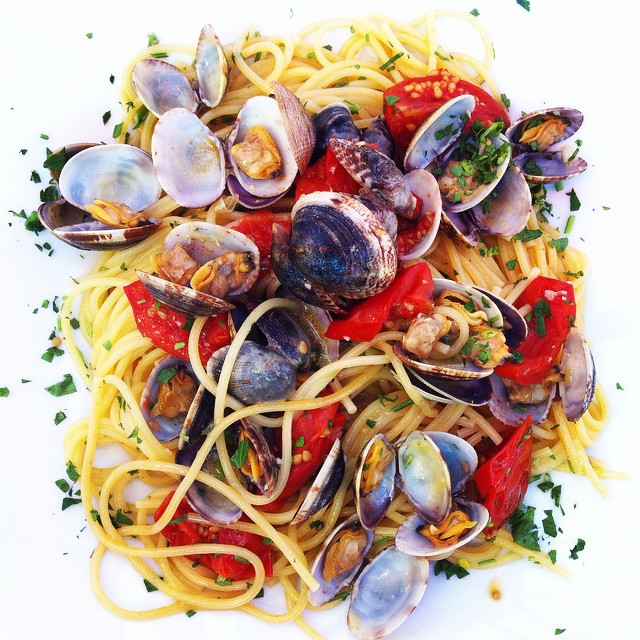
Spaghetti alle vongole

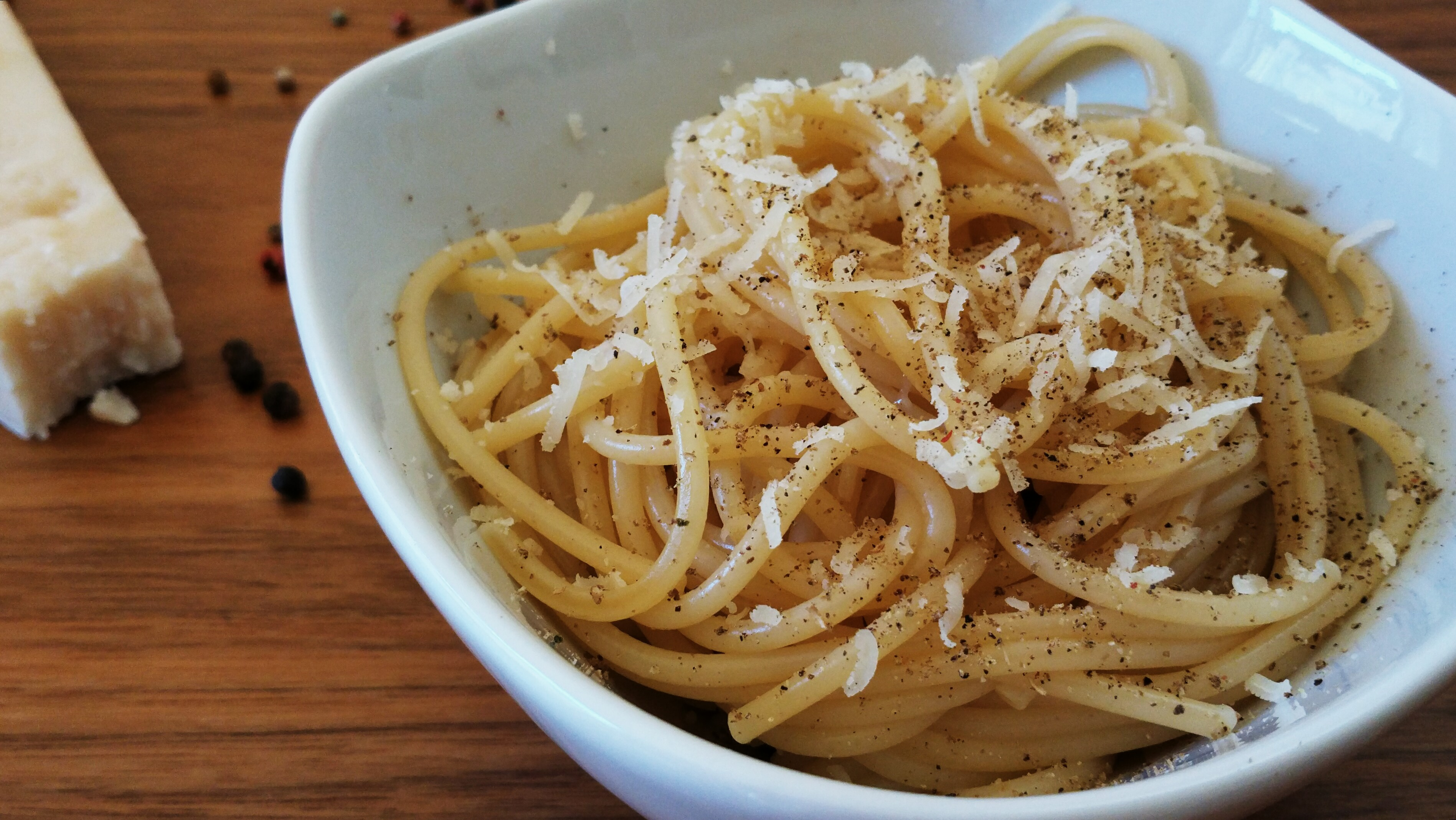
Spaghetti cacio e pepe

In Italia vengono preparati secondo diverse e molteplici ricette tradizionali, spesso con salsa di pomodoro e formaggio grattugiato.
All'estero gli spaghetti sono serviti con numerose varianti come ad esempio gli spaghetti al prosciutto, guarniti con fette di prosciutto e senz'altro condimento, oppure gli spaghetti bolognese, inesistenti nella tradizione italiana, contenenti una sorta di ragù alla bolognese.
Alcuni esempi di ricette della tradizione italiana a base di spaghetti sono:
- Spaghetti alla carbonara
- Spaghetti aglio e olio
- Spaghetti alla carrettiera
- Spaghetti all'amatriciana
- Spaghetti alla puttanesca
- Spaghetti alla siracusana
- Spaghetti alle vongole
- Spaghetti allo scoglio
- Spaghetti all'arrabbiata
- Spaghetti al tonno
- Spaghetti cacio e pepe
- Spaghetti al pomodoro

## Produzione

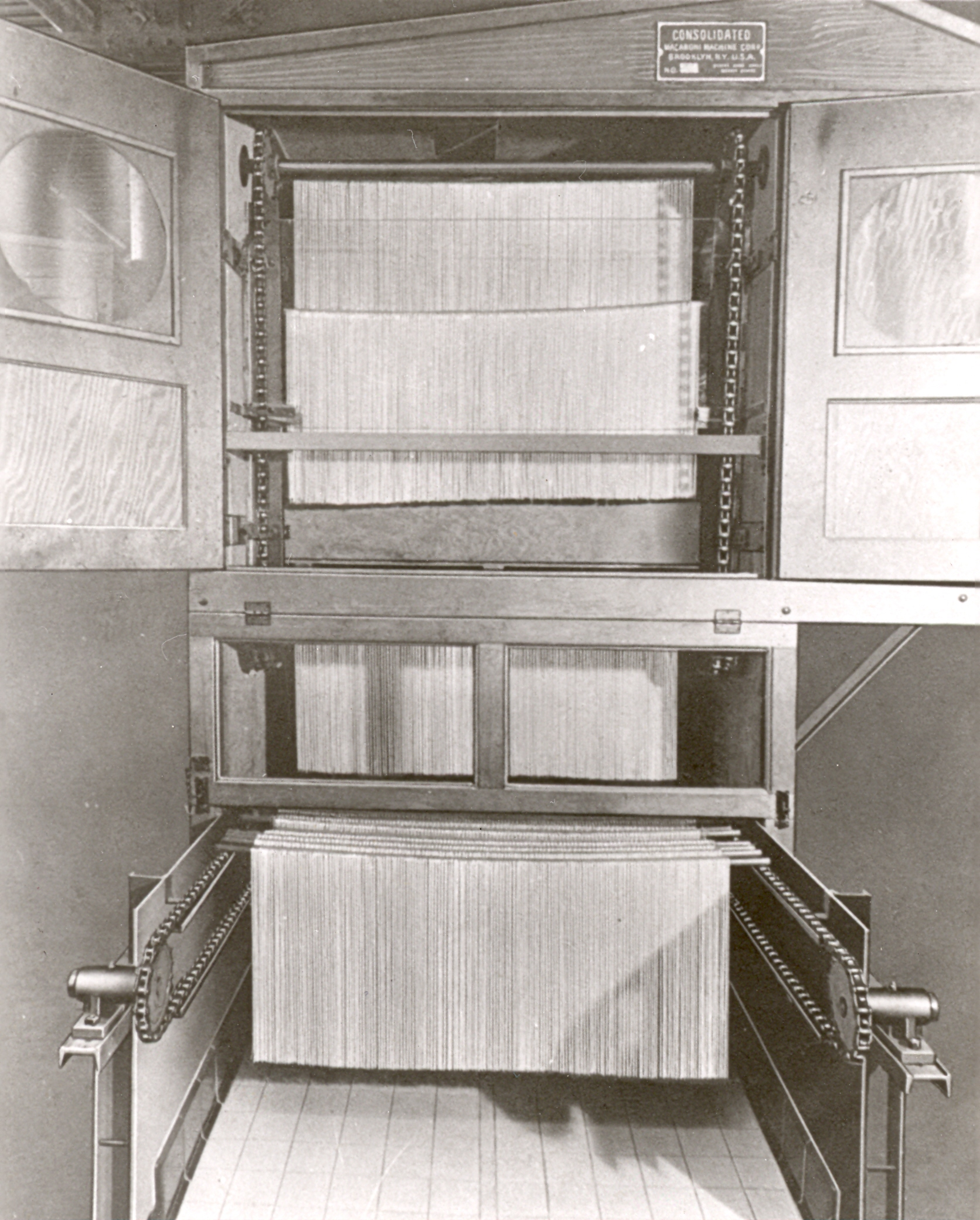
Essiccatore per spaghetti (Consolidated Macaroni Machine Corporation, 1938 circa)

## Influenza culturale

### Astronomia
- Spaghettificazione: deformazione di un astro causata dalla forza di gravità di un vicino buco nero.

### Guinnes dei primati
- Lo spaghetto tradizionale più lungo del mondo ha una lunghezza di 455 m ed è stato realizzato da Ranieri Borgnolo, il 10 settembre 2005 a Ober-Ramstadt (Germania). Il record è stato riconosciuto dal Guinness World Records ed è apparso nell'edizione 2008.
- La variante di spaghetto con aggiunta di cacao più lungo del mondo è stata realizzata il 22 maggio 1987 a Olivone (Svizzera). Lo chef Pierino Maestrì ricavò da un impasto di 700 chili un unico spaghetto lungo 93.220 metri. Poiché dall'impastatrice lo spaghetto usciva al ritmo di circa un metro al secondo, ci vollero 26 ore e 37 minuti di lavoro. Il record è stato riconosciuto dal Guinness World Records ed è apparso nell'edizione 1989.

### Informatica
- Spaghetti code è un termine dispregiativo per quei programmi per computer che hanno una struttura di controllo del flusso complessa o incomprensibile, con uso esagerato ed errato di GOTO, thread o altri costrutti di ramificazione non strutturati. Il suo nome deriva dal fatto che i diagrammi di flusso di questi tipi di codice tendono ad assomigliare a dei piatti di spaghetti, ovvero a una catasta di fili intrecciati e annodati.

### Letteratura
- Il racconto "Confession publique faite par la dernière mangeuse de spaghettis", tratto dalla raccolta Le Génie de l'aubergine et autres contes loufoques, di Pierre Cormon (1997), ha come protagonista una donna che si rifiuta di rinunciare agli spaghetti tradizionali a favore degli spaghetti a cubetti, l'ultima innovazione dell'industria agroalimentare del 2053, pagando un caro prezzo.

### Religione
- Il Pastafarianesimo è un movimento religioso fondato in Kansas per protestare contro l'insegnamento nelle scuole della teoria creazionista; secondo questa religione l'Universo sarebbe stato creato da un mostro formato da un ammasso di spaghetti.

### Teatro e cinema
- Gli spaghetti sono al centro di una scena della commedia Miseria e nobiltà di Edoardo Scarpetta, interpretata anche per il cinema da Totò, nella quale a un certo punto finiscono nelle tasche del misero protagonista che, come mosso da una fame atavica e vedendosi presentare un sontuoso banchetto, se li mette al sicuro nelle tasche della giacca.
- Similmente, un piatto di spaghetti è protagonista in una sequenza del film Un americano a Roma, con Alberto Sordi alle prese con un piatto di spaghetti quando pronuncia la frase:

(Nando Mericoni rivolto a un piatto di pasta)
- Proprio per essere tipici dell'Italia, gli spaghetti hanno legato il loro nome a un genere cinematografico, lo spaghetti-western, ovvero film western prodotti e diretti da registi italiani come, ad esempio, Sergio Leone.

### Televisione
- Il 1º aprile 1957 la BBC mandò in onda un falso documentario in cui si raccontava la raccolta primaverile degli spaghetti in Canton Ticino, nella Svizzera italiana. All'epoca la pasta era quasi sconosciuta nel Regno Unito, tanto che molti telespettatori inglesi, non rendendosi conto che fosse un pesce d'aprile, credettero davvero che gli spaghetti crescessero sugli alberi e telefonarono alla BBC per chiedere informazioni su come poter coltivare questo "albero esotico" nel proprio giardino di casa[59].
- In una puntata del Muppet Show (trasmesso dal 1976 al 1981), l'improbabile cuoco svedese - titolare di un'improbabile rubrica gastronomica all'interno dello show - presenta una ricetta a base di spaghetti. Purtroppo per lui, l'ammasso di pasta, che assomiglia grossomodo a uno strano cagnolino feroce, si ribella allo chef e lo assale.